# Colon viennense
Colon viennense är en skalbaggsart som beskrevs av Herbst 1797. Colon viennense ingår i släktet Colon, och familjen mycelbaggar. Arten är reproducerande i Sverige.